# Disophrys rufoplagiata
Disophrys rufoplagiata är en stekelart som först beskrevs av Cameron 1904.  Disophrys rufoplagiata ingår i släktet Disophrys och familjen bracksteklar. Inga underarter finns listade i Catalogue of Life.